# Ringerikes Museum
Ringerikes Museum er distriktsmuseum for Ringeriksregionen, som omfatter nuværende Ringerike kommune og Hole kommune i Viken fylke. Museet ligger på Norderhov præstegård i tidligere Norderhov kommune lige syd for Hønefoss og tværs over den gamle hovedvej som gik forbi Norderhov kirke.
Ringerikes Museum indgår i Buskerudmuseet, som er en konsolideret museumstiftelse bestående af 13 afdelinger med sammenlagt 19 besøgssteder spredt ud over hele gamle Buskerud fylkeskommune.
Ringerikes Museet er indrettet i den gamle præstegård på stedet, og er blandt andet kendt for Moeminnet, mindesamlingen efter digterpresten Jørgen Moe, Svenskestua, hvor Anna Colbjørnsdatter ifølge sagnet lokkede svenskerne hen under slaget på Norderhov i 1716, og Ikonsamlingen, som er en af de mest betydningsfulde i Norge udenfor Nasjonalgalleriet og rummer ikoner tilbage til 1400-tallet. Ikonerne, som er af russisk og sydøsteuropæisk oprindelse, blev i sin tid doneret museet af kunstneren Hans Ødegaard (1876-1943) fra Sokna. Derudover rummer museet også Norderhovfløjen, der er en vindfløj fra 1300-tallet.
Sammen med museet finder man også Buskerud fylkesfotoarkiv og Hjemmestyrkemuseet som viser Milorgs virksomhed i distriktet under anden verdenskrig. Fylkesfotoarkivet har sine kontorer i 2. etage, hvor man også finder utstillingen til Hjemmestyrkemuseet.
Stiftelsen Ringerikes Museum ejer bygningerne og samlingerne, mens Stiftelsen Hringariki står for driften af museet.